# Wolotschajewka Perwaja
Wolotschajewka Perwaja (russisch Волочаевка Первая; auch Wolotschajewka-1, Волочаевка-1) ist ein Dorf (selo) im Rajon Smidowitsch der Jüdischen Autonomen Oblast in Russland. Es hat 1148 Einwohner (Stand 14. Oktober 2010).
Auf dem „Hügel zu Wolotschajewka“ befindet sich dort ein Denkmal für die dortigen Kämpfe während des Russischen Bürgerkriegs, als die roten Truppen der Fernöstlichen Republik unter Wassili Blücher nach mehrtägigen Kämpfen im Februar 1922 weiße Truppen, die sich auf dem Hügel verschanzt hatten, in die Flucht schlagen konnten und so das weitere Vorrücken auf Chabarowsk ermöglichten. Das Dorf liegt an der Transsibirischen Eisenbahn (Station Wolotschajewka I; Streckenkilometer 8474 ab Moskau). Etwa sieben Kilometer östlich liegt die Siedlung städtischen Typs Wolotschajewka Wtoraja mit der Bahnstation Wolotschajewka II. Dort zweigt die Bahnstrecke Wolotschajewka–Dsemgi ab, die die Transsibirische Eisenbahn mit der Baikal-Amur-Magistrale bei Komsomolsk am Amur verbindet.